# 뉴 슈퍼 마리오브라더스
《뉴 슈퍼 마리오브라더스》는 닌텐도가 제작한 2006년 플랫폼 게임이다. 《슈퍼 마리오》 하위 시리즈 《뉴 슈퍼 마리오브라더스》의 첫 번째 게임으로, 닌텐도 내 부서 닌텐도 정보개발본부가 제작을 맡고 닌텐도 DS 플랫폼으로 개발됐다. 2006년 5월에 북미와 일본, 6월에 오스트레일리아와 유럽에서 발매되었고, 대한민국과 중국에선 각각 2007년, 2009년에 발매되었다. 《뉴 슈퍼 마리오브라더스》는 《슈퍼 마리오》 프랜차이즈의 11번째 게임으로, 플레이어는 마리오를 조작하여 피치 공주를 구하기 위해 쿠파의 부하들을 물리친 여정을 따르게 된다. 마리오는 버섯, 파이어플라워, 스타 등의 다양한 아이템들을 사용하면서 각각 10개의 레벨로 이루어진 8개의 월드를 통과한 후, 쿠파를 쓰러뜨려 피치 공주를 구출하게 된다.
《뉴 슈퍼 마리오브라더스》는 상업적으로 성공을 거두며 긍정적인 평가를 받았다. 이전 시리즈에 대한 충실성을 유지하며 다양한 요소를 발전시킨 점은 좋은 평가를 받았으나, 쉬운 난이도와 진부한 플레이 방식은 비판을 받았다. 《뉴 슈퍼 마리오브라더스》는 전 세계적으로 3,000만 장 이상 판매되며 닌텐도 DS의 소프트웨어 중 가장 많은 판매량을 기록하였고, 역대 가장 많이 판매된 비디오 게임 중 하나다. 해당 게임의 성공 이후, Wii와 닌텐도 3DS, Wii U를 플랫폼으로 한 후속작 발매가 이어졌다.

## 게임플레이

마리오가 거대버섯을 사용하면, 짧은 시간 동안 몸이 거대해지고 장애물을 부수며 앞으로 나아갈 수 있다. 마리오와 주변 물체는 2.5D 효과로 구현된다.

《뉴 슈퍼 마리오브라더스》는 횡스크롤 비디오 게임이다. 2D 게임이지만, 대부분의 캐릭터와 물체는 3D 렌더링으로 구현함으로써 3D 컴퓨터 그래픽을 시각적으로 모방하는 2.5D 효과를 얻고 있다. 플레이어는 마리오 또는 그의 동생 루이지로 조작할 수 있다. 이전의 마리오 게임들과 유사하게, 마리오 또는 루이지는 점프하고, 몸을 웅크리고, 코인을 모으고, 적들을 밟을 수 있으며, 머리 위의 블록을 부술 수 있다. 3단 점프, 엉덩방아 찧기, 벽 타기 등 3D 마리오 게임에서 도입되었던 동작도 가능하다. 부끄부끄 등 전작에서 등장한 적들도 다시 등장한다.
한 월드에는 열 개의 레벨이 존재한다. 닌텐도 DS의 상단 스크린에는 현재 선택된 월드의 지도가 표시되며 하단 터치스크린에는 해당 월드의 레벨과 레벨 간의 이동 경로가 표시된다. 각 레벨에서 플레이어는 스테이지 끝에 있는 검은색 깃발에 도달하여야 한다. 월드의 마지막 레벨에서 등장하는 보스를 격퇴하면 다음 월드로 이동할 수 있다.
《뉴 슈퍼 마리오브라더스》에는 총 여섯 개의 아이템이 존재한다. 이 가운데 마리오의 크기와 체력을 증가시키는 슈퍼버섯(일본어: スーパーキノコ), 불꽃을 발사할 수 있게 해주는 파이어플라워(일본어: ファイアフラワー), 마리오를 일정 시간 동안 무적 상태로 만들어주는 슈퍼스타(일본어: スーパースター)는 '슈퍼 마리오브라더스'에 이어 다시 등장한다.
이외에도 세 개의 아이템이 추가되었다. 파랑엉금엉금등껍질(일본어: 青コウラ)은 마리오가 자신을 보호할 수 있는 파란 등껍질 속으로 숨을 수 있게 해 주며, 등껍질 돌진 공격을 할 수 있게 해 준다. 거대버섯(일본어: 巨大キノコ)은 마리오를 거대화해 마리오가 지나가는 길 위의 모든 것을 부술 수 있도록 만든다. 마지막으로, 땅콩버섯(일본어: マメキノコ)을 획득하면 마리오가 소형화되어 스테이지 내의 좁은 길을 지나갈 수 있게 된다.
게임은 멀티플레이 모드를 지원한다. 해당 모드에서 플레이어는 마리오나 루이지로 플레이할 수 있다. 다섯 스테이지 중 플레이할 스테이지를 선택해, 지정된 스타 개수를 먼저 달성하는 플레이어가 승리한다. 각 플레이어는 상대방의 스타를 빼앗기 위해 서로 공격할 수 있다. 점프해 상대방의 머리를 밟을 시 하나의 스타를 빼앗을 수 있고, 상대방 머리 위에 엉덩방아를 찧을 시 세 개의 스타를 빼앗아올 수 있다.
《슈퍼 마리오 64 DS》에서 등장했던 미니게임 시스템도 도입되었다. 싱글플레이 전용 미니게임은 18개, 멀티플레이 전용 미니게임은 10개로, 액션, 퍼즐, 버라이어티, 포커의 네 카테고리로 분류된다.

## 시놉시스

### 배경
《뉴 슈퍼 마리오브라더스》는 《슈퍼 마리오》 시리즈의 주 무대인 버섯 왕국(일본어: キノコ王国 키노코 오코쿠[*])에서 이야기가 진행된다. 버섯 왕국은 고정된 설정이 없어 시리즈마다 다른 모습으로 그려지는데, 이번 작품에서는 사막, 설원, 정글 등의 다양한 환경이 공존하는 곳으로 등장한다. 버섯 왕국은 피치 공주가 다스리며, 피치 공주는 피치 성에 거주한다. 게임은 피치 성에서 시작되는데, 이 곳에서 피치 공주가 《슈퍼 마리오》 시리즈의 메인 악역인 쿠파주니어에게 납치되자, 마리오 혹은 루이지는 그를 쫓아 버섯 왕국의 다양한 지형을 모험하게 된다.

### 줄거리
마리오 혹은 루이지와 피치 공주가 피치 성 주변을 산책하던 중, 피치 성에 갑자기 번개가 내려친다. 마리오 혹은 루이지가 무슨 일인지 조사하러 간 사이, 쿠파주니어가 피치 공주를 납치한다. 마리오 혹은 루이지는 이를 발견하고 곧바로 쿠파주니어를 쫓는다. 마리오 혹은 루이지는 피치 공주를 구하기 위해 8개의 월드를 탐험하게 된다. 마리오 혹은 루이지는 이후 쿠파주니어와 대면하나, 쿠파와 쿠파주니어의 부하들로 인해 피치 공주를 구하지 못한다. 월드 1의 마지막 레벨에서, 초대작 《슈퍼 마리오 혹은 루이지브라더스》처럼 쿠파주니어와 쿠파는 용암으로 가득 찬 구덩이 위의 다리에서 마리오 혹은 루이지를 기다린다. 마리오 혹은 루이지가 버튼을 누르자, 다리가 무너져 쿠파는 용암 속으로 빠져 뼈만 남게 된다.
쿠파를 물리치자 쿠파주니어는 피치 공주를 데리고 다음 월드로 도망친다. 마리오 혹은 루이지도 쿠파주니어를 뒤쫓는다. 월드 8의 중간 보스 레벨에서, 쿠파주니어는 쿠파를 소생시켜 ‘좀비 쿠파’로 만든다. 마리오 혹은 루이지는 또 다시 좀비 쿠파를 깊은 구덩이에 빠뜨려 물리친다. 쿠파주니어는 용암 계곡을 건너 큰 성으로 도망치는데, 이 성에서 쿠파주니어는 쿠파의 뼈를 가마솥에 넣어 쿠파를 부활시킨다. 쿠파주니어와 부활한 쿠파는 동시에 마리오 혹은 루이지를 습격했으나, 마리오 혹은 루이지는 또 다시 둘을 구덩이 속으로 떨어뜨려 피치 공주를 구출해 낸다. 구출된 피치 공주는 마리오 혹은 루이지의 볼에 키스하고, 게임은 막을 내린다.
엔딩 크레딧에서는 쿠파주니어가 의식이 없는 쿠파를 끌고 이동하는 모습이 나타난다. 이때, 쿠파주니어는 플레이어가 응시하고 있는 스크린을 마주 보고 울부짖는데, 이는 제4의 벽을 부순 것이다.

## 개발
2006년 2월 21일, 닌텐도는 《뉴 슈퍼 마리오브라더스》가 2006년 5월 7일에 발매될 것임을 공개했다. 더불어 메가버섯과 파랑엉금엉금등껍질과 같은 새로운 아이템을 소개하였다. 닌텐도는 해당 작품이 2D 횡스크롤 게임이지만, 게임 내에 3D 모델을 일부 도입함으로써 2.5D 효과를 구현할 것이라고 언급했다. 5월 7일로 예정되어 있던 출시일은 5월 21일로 변경되었으나, 이후 5월 15일 출시로 최종 결정되었다. 닌텐도는 닌텐도 DS 라이트 출시일인 2006년 6월 11일 부근으로 출시일을 변경하고자 했다고도 밝혔다.
《뉴 슈퍼 마리오브라더스》는 1992년 《슈퍼 마리오 요시 아일랜드》 이후의 첫 2D 마리오 작품이다. 《뉴 슈퍼 마리오브라더스》는 2005년 E3에서 처음 공개되었으며, 현장에 설치된 닌텐도 DS 라이트로 데모를 플레이할 수 있다.
이번 작품은 3D 모델링을 이용하여 전작에 비해 그래픽 디자이너들의 자유도가 높아졌다. 캐릭터와 적, 물체를 더욱 세세한 애니메이션으로 구현할 수 있으며, 직접 그리지 않고도 디자인할 수 있기 때문이다. 또 개발자들은 게임플레이 중에 동적 카메라 시점을 활용해 상황에 따라 줌 인과 줌 아웃을 이용할 수 있게 했다. 《뉴 슈퍼 마리오브라더스》에는 다양한 물리 법칙이 적용되었다. 더 이상 타일 형태의 스프라이트와 배경을 사용하지 않아, 레벨 디자이너들은 새로운 플레이 방식을 도입할 수 있다. 예를 들어, 마리오가 나무의 꼭대기에 착지한 후 오랫동안 멈춰 있으면 비틀거리다 나무에서 떨어지며, 밧줄에 매달려 몸을 흔들거나, 무게에 따라 구부러지는 전선을 타고 걸을 수 있다.

### 사운드
닌텐도는 개발 초기에 초기작 《슈퍼 마리오브라더스》과 같이 성우를 기용하지 않기로 계획했다. 그러나 개발자들은 일부 요소에 성우를 기용하는 것이 긍정적인 영향을 줄 것으로 생각해, 마리오 및 주요 캐릭터의 목소리를 녹음하기로 결정했다. 이로써 《뉴 슈퍼 마리오브라더스》는 리메이크 작품들을 제외한 오리지널 2D 마리오 시리즈 게임 중 최초로 성우를 기용한 작품으로 기록되었다. 《슈퍼 마리오 선샤인》에서 마리오의 성우를 맡은 찰스 마티네이가 마리오, 루이지 역을 맡았으며, 피치 공주 역에는 니콜 밀스, 쿠파 역은 스코트 번즈, 쿠파주니어 역에 돌로레스 로저스가 기용되었다.
배경음악은 《슈퍼 마리오》 시리즈 작곡가이자 주제곡 “지상 BGM”을 작곡한 곤도 고지의 감독 아래, 오타 아스카와 와카이 하지메가 작곡하였다. 배경음악은 게임 내에도 영향을 주었다. 굼바, 와르르 등 필드 위의 적들은 배경음악에 맞춰 춤추거나 점프하는데, 플레이어가 이들의 움직임을 예측해 점프하면 쉽게 접근할 수 없는 공간에 들어갈 수도 있다.

## 평가
《뉴 슈퍼 마리오브라더스》는 닌텐도 DS로 출시된 게임 중 최고의 게임으로 꼽은 평론가들도 있을 만큼, 평단으로부터 긍정적인 평가를 받았다. 게임존은 이 게임이 뛰어난 탐험적 구성으로 플랫폼 게임 장르를 재정립했다고 평가했으며, 닌텐도 DS를 가지고 있는 사람이라면 반드시 구매해야 할 ‘핫한’ 게임으로 인정했다. 유로게이머의 톰 브렘웰은 '이 게임을 수천 일 동안 수백 번 했는데도 여전히 재미있다.“라고 말했다. 게임스팟은 마리오 게임을 해 본 경험이 있는 플레이어들이라면 완전히 클리어하는데 시간이 오래 걸리지 않을 것이라 하면서도, 《뉴 슈퍼 마리오브라더스》는 '굉장한' 게임이며, 소장 가치가 높다고 말했다. 게임스레이더+는 “완벽에 가까운 탄탄한 설계의 1인용 게임, 간단하지만 흥미있는 2인 멀티플레이용 게임, 그리고 터치 스크린으로 가볍게 즐길 수 있는 미니게임들”을 망라하고 있다는 점을 들면서, 가성비가 훌륭한 게임으로 평가했다.
여러 평론가들이 자신들이 좋아하는 기존의 《슈퍼 마리오》 시리즈 게임과 《뉴 슈퍼 마리오브라더스》를 비교하기도 했다. 많은 평론가들은 전반적으로 이 게임에 만족한다고 했으나, 기존 마리오 게임들보다 현저히 낮은 난이도를 비판한 이들도 있다. IGN의 크레이그 해리스는, 이전까지 자신이 가장 좋아하던 '슈퍼 마리오 요시 아일랜드'를 넘어선 최고의 마리오 게임으로 《뉴 슈퍼 마리오브라더스》를 꼽았다. 게임프로의 Mr.Marbles는 《슈퍼 마리오 월드》와 《슈퍼 마리오브라더스 3》가 여전히 최고의 마리오 게임임은 변함이 없으나, 그 다음 순위를 《뉴 슈퍼 마리오브라더스》가 차지할 수 있다고 했다. 또한, 그는 게임을 한 번 클리어한 이후에도 계속해서 즐길 수 있는지에 대한 지표인 '리플레이 가능성(replayability)' 면에서 볼 때는 앞서 언급한 두 작품보다 '뉴 슈퍼 마리오브라더스'가 더 뛰어나다고 평가했다. 게임 레볼루션은, 대전 모드 등 새로운 요소에도 불구하고 “마리오 게임 시리즈가 완전히 새로워진 것이 과연 가능한가?”라는 의문을 가지게 만든 작품으로 평하기도 했다. 엑스플레이의 그레그 세와트는, 전작들이 제시한 기준에 도달하지 못했다는 실망감을 주기는 했으나, 닌텐도 DS로 출시된 횡스크롤 게임 중에선 최고라고 평가했다.
게임의 그래픽과 음향은 평론가들로부터 호평을 받았다. The Computer and Video Games 매거진은, 다양한 미니게임들과 “정교하게 만들어진” 게임 플레이가 즐거움을 준다고 평했으며, 음향 면에서 "귀가 잘 들리지 않는 사람도 놀랄 만큼" 뛰어나다고 평가했다. 게임스파이는, 이 게임은 2D 게임이지만, 3D적 요소가 가미되어 완벽한 조화를 이루고 있다고 평했다. 1UP.com은, 흥미롭고 탄탄한 구성의 도전적인 게임으로서 각 요소 전반에 대해 만족할 수 있는 게임이라 평가하면서 닌텐도의 개발력을 칭찬했다. 그러나, 리메이크작에 대한 높은 기대치에 미치지 못한 창의성은 유감을 표하기도 했다.
《뉴 슈퍼 마리오브라더스》는 많은 상을 수상했다. 게임 인포머와 일렉트로닉 게이밍 먼슬리로부터는 '이달의 게임 상'을, IGN, 게임스팟으로부터는 ‘편집자의 선택 부문’을 받았다. 2006 스파이크 비디오 게임 시상식에서 ‘최고의 휴대용 게임 상’을, 게임스팟에서 ‘최고의 닌텐도 DS 게임상’을 수상했으며, 엑스플레이와 닌텐도 파워로부터는 ‘최고의 플랫폼 게임상’을 받았다. 틴 초이스 어워드에서 ‘2006년의 비디오 게임 상’, 2006 골든 조이스틱 어워드에서는 ‘최고의 닌텐도 게임 상’을 수상했다.

## 판매량
《뉴 슈퍼 마리오브라더스》는 북미에서 2006년 5월 15일에, 일본에서 2006년 5월 25일에 그리고 유럽에서는 2006년 6월 30일에, 대한민국에서는 2007년 3월 8일에 출시되었다. 닌텐도가 일본 시장에서의 출시일을 북미보다 10일 후로 결정한 이유에 대해서 따로 언급한 바는 없으나, 게임스팟은 닌텐도가 일본 내 재고 확보를 위해 연기했을 것으로 추측했다. 일본에서, 출시 당일에 48만 장이 판매되었으며, 4일 동안 90만 장이 팔렸다.
《뉴 슈퍼 마리오브라더스》는 당시 DS 소프트웨어 중 가장 성공적인 일본 내 첫 주 판매량을 기록했다.이 기록은 '포켓몬스터DP 디아루가·펄기아'가 갱신하기 전까지 유지되었다. 해당 작품은 2008년 일본에서 26번째로 많이 팔린 비디오 게임으로 기록되었다. 미국에서는 발매 이후 35일 간 50만 장이 판매되었고, 발매 12주 차에 100만 장을 돌파하였다. 한국닌텐도는 2010년 1월 28일을 기준으로 '뉴 슈퍼 마리오브라더스'가 대한민국에서 46만 장이 판매되었다고 밝혔다. 세계 판매량은 해마다 꾸준히 늘어, 2008년 4월은 500만 장, 2009년 3월은 800만 장이 판매되었다. 2016년 3월 기준으로는 3,000만 장이 판매된 것으로 집계되어, 닌텐도 DS 소프트웨어 중 최다 판매량을 돌파했다. 이로써 역대 가장 많이 판매된 비디오 게임 중 하나로 기록되었다.

## 후속작
《뉴 슈퍼 마리오브라더스 Wii》는 《뉴 슈퍼 마리오브라더스》의 후속작으로, 2009년 Wii를 플랫폼으로 하여 발매되었다. 해당 게임은 '뉴 슈퍼 마리오브라더스'와 비슷한 게임 방식을 유지하며, 시리즈 최초로 4인 멀티플레이를 지원하기 때문에 플레이어는 마리오와 루이지, 파란색 혹은 노란색 키노피오 중 하나로 플레이할 수 있다. 해당 작품은 평단으로부터 좋은 평가를 받았다. 단, 일부 비평가들은 이전 슈퍼 마리오 게임으로부터의 혁신이 부족하다는 점을 지적했다. 상업적으로도 매우 성공적이었다. 2020년 3월 기준으로 전 세계 3,030만 장이 판매되며, Wii를 플랫폼으로 발매한 소프트웨어 중 네 번째로 많이 판매된 게임으로 기록되었다.
이후 세 개의 후속작이 잇달아 출시되었다. 《뉴 슈퍼 마리오브라더스 2》는 2012년 7월 28일에 닌텐도 3DS를 플랫폼으로 하여 발매되었으며, 《뉴 슈퍼 마리오브라더스 U》는 2012년 11월 18일에 Wii U를 플랫폼으로 하여 발매되었다. 이의 이식작인 《뉴 슈퍼 마리오브라더스 U 디럭스》는 닌텐도 스위치를 플랫폼으로 하여 2019년 1월 11일에 발매되었다.

## 같이 보기
- 마리오 시리즈의 연도별 목록
- 닌텐도 DS 게임 목록

### 내용주
1. ↑  일본어: New スーパーマリオブラザーズ 뉴 스-파-마리오부라자-즈[*], 영어: New Super Mario Bros.

### 참조주
1. 1 2 3  “뉴 슈퍼 마리오브라더스 한국닌텐도 공식 홈페이지”. 한국닌텐도. 2007년 7월 14일에 원본 문서에서 보존된 문서. 2021년 1월 3일에 확인함.
2. 1 2  Hollingshead, Anise (2006년 2월 21일). “Two New Titles Announced For Nintendo DS”. GameZone. 2008년 12월 28일에 확인함.
3. 1 2  Martino, Chris (2005년 5월 19일). “New Super Mario Bros. preview”. Nintendo World Report. 2009년 1월 3일에 확인함.
4. 1 2 3  Harris, Craig (2006년 5월 6일). “New Super Mario Bros.”. IGN. 1–3쪽. 2007년 3월 14일에 확인함.
5. 1 2 3 4 5  Theobald, Phil (2006년 5월 15일). “New Super Mario Bros. Review”. GameSpy. 2007년 3월 19일에 확인함.
6. ↑  Kuchera, Ben (2006년 6월 8일). “New Super Mario Bros.”. 《Ars Technica》. 3쪽. 2017년 1월 31일에 확인함.
7. 1 2 3 4 5 6  《New Super Mario Bros. manual》. Nintendo. 2006년 5월 16일.
8. 1 2  McDougal, Gregory (2006년 7월 14일). “Power Up With New 'Mario Bros.'”. 《The Washington Post》. 2009년 1월 3일에 확인함.
9. 1 2 3 4  닌텐도 EAD (2006년 5월 15일). 《New Super Mario Bros》. 닌텐도 아메리카.
10. ↑  Frushtick, Russ. “New Super Mario Bros. Review”. UGO. 2009년 11월 30일에 원본 문서에서 보존된 문서. 2009년 1월 3일에 확인함.
11. ↑  “You can play Mario Kart in virtual reality at the O2 this summer”. 《Evening Standard》. 2018년 7월 11일. 2020년 5월 13일에 확인함. 'It’s a multiplayer experience, where up to four people can hop into specially designed 'Mario Karts' to race through the iconic Mushroom Kingdom.'
12. ↑  “The Mushroom Kingdom (Location)”. 《Giant Bomb》.
13. ↑  Hollander Cooper 13 August 2012. “The Top 7... Most disturbing things about the Mushroom Kingdom”. 《GamesRadar+》. 2020년 5월 12일에 확인함. 'Princess Peach Toadstool currently leads the Mushroom Kingdom.'
14. ↑  July 2015, GamesRadar 13. “How Nintendo's most famous castle changed Mario forever”. 《GamesRadar+》. 2020년 5월 12일에 확인함.
15. ↑  “New Nintendo DS Lites the Way for Mario”. PRNewswire. 2006년 5월 4일. 2014년 7월 3일에 원본 문서에서 보존된 문서. 2008년 12월 28일에 확인함.
16. 1 2  “E3 2005: New Super Mario Bros. Impressions”. IGN. 2005년 5월 18일. 2008년 12월 28일에 확인함.
17. ↑  Thomason, Steve. “Sizing Up Mario”. 《Nintendo Power》 (202): 41–42.
18. ↑  “Music Commentary by Koji Kondo (2)”. 《Iwata Asks: Super Mario All-Stars》. 닌텐도 아메리카. 2010년 11월 8일에 원본 문서에서 보존된 문서. 2010년 11월 23일에 확인함.
19. ↑  닌텐도 EAD (2006년 5월 15일). 《New Super Mario Bros.》. 닌텐도 아메리카. 장면: staff credits.
20. ↑  Parish, Jeremy (2007년 3월 7일). “GDC 2007: Mario Maestro Shares His Secrets”. 1UP.com. 2007년 10월 11일에 원본 문서에서 보존된 문서. 2009년 2월 16일에 확인함.
21. 1 2  “New Super Mario Bros.”. Metacritic. 2011년 8월 29일에 원본 문서에서 보존된 문서. 2008년 12월 22일에 확인함.
22. 1 2  Parish, Jeremy (2006년 5월 15일). “New Super Mario Bros. (Nintendo DS)”. 1UP. 2011년 8월 17일에 원본 문서에서 보존된 문서. 2008년 8월 3일에 확인함.
23. ↑  Wales, Matt (2006년 6월 16일). “New Super Mario Bros.”. 《Computer and Video Games》. 2009년 11월 26일에 원본 문서에서 보존된 문서. 2008년 12월 28일에 확인함.
24. ↑  “New Super Mario Bros Review”. 《Edge》 (Future Publishing). July 2006.
25. 1 2  Bramwell, Tom (2006년 5월 30일). “New Super Mario Bros. Review”. Eurogamer. 2008년 12월 28일에 확인함.
26. ↑  “New Super Mario Bros. Review”. 2007년 4월 29일에 원본 문서에서 보존된 문서. 2020년 12월 18일에 확인함.
27. 1 2  Dodson, Joe (2006년 5월 19일). “New Super Mario Bros — DS Review”. GameRevolution. 2011년 8월 17일에 원본 문서에서 보존된 문서. 2008년 12월 28일에 확인함.
28. 1 2  Mr. Marbles (2006년 5월 19일). “Review: New Super Mario Bros.”. GamePro. 2010년 2월 24일에 원본 문서에서 보존된 문서. 2007년 3월 14일에 확인함.
29. 1 2 3  Gerstmann, Jeff (2006년 5월 16일). “New Super Mario Bros. review”. GameSpot. 2014년 6월 1일에 확인함.
30. 1 2  Elston, Brett (2006년 5월 16일). “New Super Mario Bros.”. GamesRadar. 2011년 6월 15일에 원본 문서에서 보존된 문서. 2008년 12월 28일에 확인함.
31. 1 2  David, Mike (2006년 5월 26일). “NEW Super Mario Bros. Review”. GameZone. 2016년 1월 11일에 원본 문서에서 보존된 문서. 2008년 12월 28일에 확인함.
32. ↑  “New Super Mario Bros. Review”. Nintendo Life. 2008년 11월 13일에 확인함.
33. 1 2  Sewart, Greg. “New Super Mario Bros.”. X-Play. 2006년 10월 17일에 원본 문서에서 보존된 문서. 2008년 12월 28일에 확인함.
34. ↑  “Game of the Month”. 《Game Informer》: 110. July 2006.
35. ↑  “Game of the Month”. 《Electronic Gaming Monthly》 (205).
36. ↑  “Editors' Choice Awards”. IGN. 2008년 7월 3일에 원본 문서에서 보존된 문서. 2008년 12월 22일에 확인함.
37. ↑  Sinclair, Brendan (2006년 11월 8일). “Spike TV's 2006 game awards detailed”. GameSpot. 2008년 12월 28일에 확인함.
38. ↑  “Best Nintendo DS Game”. GameSpot. 2007년 9월 30일에 원본 문서에서 보존된 문서. 2008년 12월 28일에 확인함.
39. ↑  “Nintendo Power Awards 2006”. 《Nintendo Power》. May 2007.
40. ↑  “G4's 'X-PLAY' Unveils Nominations for Best Video Games of 2006”. G4. 2006년 12월 8일. 2007년 9월 29일에 원본 문서에서 보존된 문서. 2008년 12월 28일에 확인함.
41. ↑  Moss, Corey (2006년 8월 21일). “Britney Introduces K-Fed, Nick Lachey Scores 'Awkward' Award At Teen Choice 2006”. MTV. 2010년 9월 16일에 원본 문서에서 보존된 문서. 2008년 12월 28일에 확인함.
42. ↑  Jenner, Laura (2006년 10월 27일). “Oblivion, Nintendo win Golden Joysticks”. GameSpot. 2008년 12월 28일에 확인함.
43. 1 2 3  Tochen, Dan (2006년 4월 11일). “New Super Mario Brothers dated in Japan”. GameSpot. 2009년 1월 3일에 확인함.
44. ↑  “New Super Mario Bros.”. Nintendo UK. 2017년 1월 31일에 확인함.
45. 1 2  Jenkins, David (2006년 6월 2일). “Japanese Sales Charts, Week Ending May 28”. Gamasutra. 2006년 6월 22일에 확인함.
46. ↑  Jenkins, David (2006년 6월 2일). “Japanese Sales Charts, Week Ending May 28”. Gamasutra. 2006년 6월 22일에 확인함.
47. ↑  Gantayat, Anoop (2006년 10월 3일). “Pokemon Tops a Million”. IGN. 2011년 8월 17일에 원본 문서에서 보존된 문서. 2008년 12월 28일에 확인함.
48. ↑  “Japanese 2008 Market Report”. MCVUK. 2009년 1월 9일. 2009년 1월 9일에 확인함.
49. ↑  Brightman, James (2008년 4월 18일). “DS Sells 100 Million Games in Japan, PSP Continues Surge”. GameDaily. 2008년 9월 5일에 원본 문서에서 보존된 문서. 2008년 12월 28일에 확인함.
50. ↑  “닌텐도 위(Wii) 국내 100만대 돌파”. 《연합뉴스》. 2010년 1월 28일. 2021년 6월 22일에 확인함.
51. ↑  “Financial Results Briefing for Fiscal Year Ended March 2009: Supplementary Information” (PDF). Nintendo. 2009년 5월 8일. 6쪽. 2009년 6월 21일에 확인함.
52. ↑  “Top Selling Software Sales Units”. 《Nintendo》. 2016년 3월 31일. 2016년 4월 27일에 확인함.
53. ↑  “New Super Mario Bros. Wii sells 937,000 in Japan”. 《GameStop》. 2009년 12월 8일. 2020년 9월 3일에 확인함.
54. ↑  “IR Information : Financial Data - Top Selling Title Sales Units - Wii Software”. 《Nintendo.co.jp》. 2020년 5월 7일에 확인함.
55. ↑  “Twitter / NintendoEurope: #IwataSays showing a game video”. Twitter.com. 2012년 8월 15일에 확인함.
56. ↑  “뉴 슈퍼 마리오브라더스 U 디럭스 공식 홈페이지”. 《한국닌텐도》. 2021년 1월 3일에 확인함.